# Alejandro Abellán García de Diego
Alejandro Abellán García de Diego (Madrid, 1963) es un diplomático español. Es el Embajador de España en Perú (desde 2024).

## Carrera diplomática
Nacido en 1963 en Madrid. Es hijo del historiador de la filosofía José Luis Abellán.
Tras licenciarse en Ciencias Políticas y Sociología, en la Universidad Complutense de Madrid (1978-1982), ingresó en la Escuela Diplomática (1991).
Ha estado destinado en las Embajadas de España ante la Unión Europea (Bruselas), en la Representación Permanente de España ante el Consejo de Europa (Estrasburgo), y en El Salvador (1994-1996). Fue embajador de España en la República Dominicana (2017-2021).
En el Ministerio de Asuntos Exteriores fue titular de diferentes direcciones generales en la Secretaría de Estado para la Unión Europea, Vocal Asesor de Asuntos Institucionales para la Unión Europea y Vocal asesor en el Gabinete del Secretario de Estado para la Unión Europea.
Es el embajador de España en Perú (desde 2024).
Está casado con la artista Guiomar Álvarez de Toledo.

## Distinciones
- Caballero de la Legión de Honor de Francia.